# Milichiella tricincta
Milichiella tricincta är en tvåvingeart som beskrevs av Theodor Becker 1907. 
Milichiella tricincta ingår i släktet Milichiella och familjen sprickflugor. Inga underarter finns listade i Catalogue of Life.